# 万年县 (汉朝)
万年县，中国古县名，县城故址在今陝西省西安市临潼区。
西汉高祖刘邦时，为其父太上皇刘太公的万年陵（在今渭南市富平县）所置，改萬年縣，是陵县的一種。隶属司隶左冯翊。新朝时，称异赤县。東漢時櫟陽縣併入。